# ГЕС Yánguōxiá
ГЕС Yánguōxiá (盐锅峡水电站) — гідроелектростанція на півночі Китаю у провінції Ганьсу. Знаходячись між ГЕС Liújiāxiá (вище по течії) та ГЕС Bāpánxiá, входить до складу каскаду на одній з найбільших річок світу Хуанхе. 
В межах проекту річку перекрили бетонною гравітаційною греблею висотою 57 метрів та довжиною 321 метр. Вона утримує водосховище з об’ємом 280 млн м3 та припустимим коливанням рівня поверхні у операційному режимі між позначками 1618,5 та 1619 метрів НРМ (під час повені до 1621,4 метра НРМ). 
Пригреблевий машинний зал у 1961-1975 роках обладнали вісьмома турбінами типу Френсіс потужністю по 44 МВт. Далі роботи зупинились і передбачені первісним проектом дев’ятий та десятий блоки встановили лише в 1990 та 1998 роках, при цьому загальна потужність станції досягла 452 МВт. Гідроагрегати використовують напір у 38 метрів та забезпечують виробництво 2240 млн кВт-год електроенергії на рік.
Під час будівництва станції використали 512 тис м3 бетону та провели виїмку 0,96 млн м3 породи.